# Autostrada Catania-Siracusa
De Autostrada Catania-Siracusa is een Italiaanse autosnelweg in de regio Sicilië. De snelweg is 25 km lang en wordt bewegwijzerd als aut. CT-SR. De snelweg verbindt de RA15 bij Catania met de SS114 Siracusa.